# Bílý Drin
Bílý Drin (albánsky Drini i Bardhë, srbsky Бели Дрим Beli Drim) je řeka v Kosovu a v severní Albánii (Kukës). Po 175 km toku se v Kukësu stéká s Černým Drinem a dál teče jako Drin. Velikost povodí je 4964 km².

## Průběh toku

### Kosovo

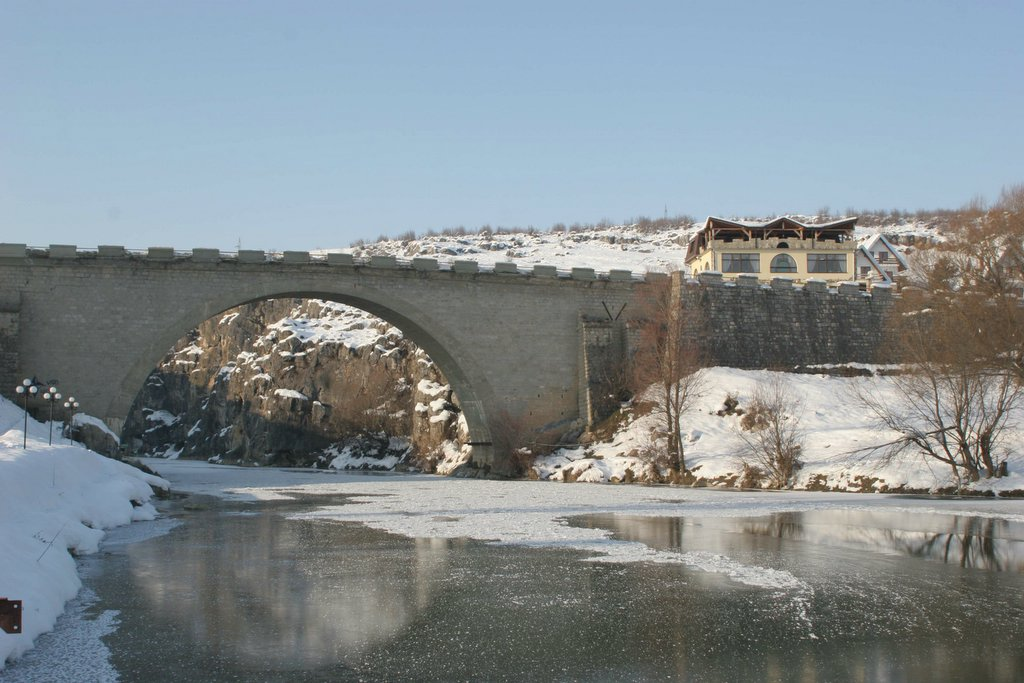
Most Ura e Fshejte na Bílém Drinu

Horní tok řeky protéká Metochií (albánsky Rrafshin e Dukagjinit), částí Kosova, v oblouku dlouhém 156 km. Pramení na jižních svazích hor Žljeb, severně od města Peć (albánsky Peja). Proud je ze začátku pod zemí, ale pak tryská ze silného pramene a padá dolů z 25 m vodopádu poblíž vesnice Radovac. Nejprve teče na východ k lázním Pećka banja (albánsky Banja e Pejës) a vesnicím Banjica, Trbuhovac a Zlokućane, kde se do něj vlévá zleva tekoucí Istočka a obrací se na jih. Zbytek řeky v Kosovu protéká skrz úrodnou a hustě osídlenou centrální část Metochie, na řece však není žádná větší obec, jen menší vesnice. Větší města jsou daleko od řeky (Peć, Đakovica (albánsky Gjakova), Prizren), zatímco menší města (Klina) a větší vesnice (Velika Kruša, Đonaj) jsou blíže.
Do Bílého Drinu přitékají zprava řeky Pećka Bistrica, Dečanska Bistrica, Prue potok a Erenik a zleva řeky Istočka, Klina, Miruša, Rimnik, Topluga a Prizrenska Bistrica.
Povodí v Kosovu zabírá 4360 km². Voda z řeky je využívána ve vodárnách, při zavlažování a pro výrobu elektřiny (zvláště u pravých přítoků). Na hraniční přechodu Vrbnica-Shalqin vtéká do regionu Trektan ve východní Albánii.

### Albánie
Albánská část řeky je 19 km dlouhá s povodím 604 km². Na řece nejsou žádné osady. Zleva do ní přitéká řeka Lumë (také z Metochie). Nakonec vteče do města Kukës, kde se spojí s Černým Drinem a spolu utvoří Drin, jež se vlévá do Jaderského moře.
Celá albánská část řeky(a i část kosovská) je zaplavena vzdutím přehrady Fierza.

## Vodní režim
Průměrný průtok je 56 m³/s.